# Аугеліт
Аугеліт — мінерал, фосфат алюмінію з формулою: Al2(PO4)(OH)3. Колір варіюється від безбарвного до білого, жовтого або рожевого. Сингонія моноклінна.
Вперше був описаний Крістіаном Вільгельмом Бломстрандом у 1868 році на залізному рудник Вестано в Сконе, Швеція, і отримав свою назву від грец. αύγή через перламутровий блиск.
Зустрічається як продукт метаморфізму фосфатовмісних перглиноземистих відкладень і у високотемпературних гідротермальних рудних родовищах. Зустрічається в асоціації з аттаколітом, сванбергітом, лазулітом, гематитом, троллеїтом, берлінітом, рутилом, пірофілітом, баритом, арсенопіритом, станіном, піритом, андоритом, каситеритом і цинкенітом.